# Michelle Tumes
Michelle Tumes (Adelaide, 1971) is een Australische gospelzangeres en songwriter. Ze wordt wel de christelijke Enya genoemd, door haar dromerige en rustige muziekstijl.

## Jeugd
Tumes werd in 1971 geboren in een christelijk gezin. Toen ze vier jaar was, verhuisde ze voor korte tijd naar Maleisië, waar haar ouders zendingswerk gingen doen. Daar voelde ze naar eigen zeggen de aanwezigheid van God en werd ze christen.
Al van jongs af aan was de Australische veel met muziek bezig. Toen ze vier was begon ze met pianoles en later zong ze in het schoolkoor. Ze ging vervolgens naar een speciale middelbare school waar ze veel over klassieke muziek leerde en waar ze moest optreden. Dit laatste vond de zangeres helemaal niet leuk: ze had veel last van podiumangst. Nadat ze haar examen had gedaan, wilde ze dan ook niet meer verder in de muziek en ging ze tandheelkunde studeren.
Tumes' jongere zusje vond dit blijkbaar zonde. Ze gaf haar zus 40 dollar aan die ze met een krantenwijk had verdiend, zodat Michelle een demo kon opnemen. Tumes stuurde de demo naar een paar platenmaatschappijen die enthousiast reageerden. De toen 22-jarige Australische besloot naar Nashville in de Verenigde Staten te gaan om een muziekcarrière op te bouwen.

## Begin muziekcarrière
In Nashville kreeg de zangeres een aanbod van een platenmaatschappij, maar dat sloeg ze af. Ze vond dat ze er nog niet klaar voor was en wilde niet dat haar muziekstijl beïnvloed werd.
De jaren hierna concentreerde Tumes zich op songwriting. Ze schreef onder meer de hit If this world van Jaci Velasquez. Na een tijdje bood Sparrow Records haar een contract aan. Ze boden haar ook creatieve vrijheid aan en de Australische ging op het aanbod in.

## Albums
In 1998 kwam Michelle Tumes' eerste cd uit: Listen. De nummers van dit album waren rustig, dromerig en melodieus. Het album was succesvol. In 2000 bracht ze Center of my Universe uit. De stijl van deze cd leek voor een groot deel op het debuut, maar er was wat meer een poptintje op te horen. Het nummer Do ya was echt popmuziek; hiermee wilde de Australische een andere kant van zichzelf laten zien. In die tijd trouwde ze met producer Doug.
In 2001 kwam Tumes' derde album, Dream uit. Dit was een echt popalbum en er was maar weinig over van de klassieke sound van haar vorige cd's. Dit album werd dan ook kritisch ontvangen en veel fans waren teleurgesteld, omdat ze dachten dat de zangeres gedwongen was door haar platenmaatschappij om meer commerciële muziek te maken. Michelle zelf zegt echter dat haar platenmaatschappij haar vrij liet. Niettemin verliet ze haar platenmaatschappij.
Hierna was het een tijdje stil rond de Australische zangeres. Ze besloot met haar man naar Californië te verhuizen en studeerde een tijdje via correspondentie Geschiedenis en Literatuur aan een universiteit in Australië.
In 2006 kwam een nieuw album uit, dat gewoon Michelle Tumes heet. Met dit album is Tumes weer teruggekeerd naar haar 'oude' muziekstijl.
- Library of Congress Control Number: no99056011
- MusicBrainz: 4ebf21af-d8c8-4536-a3ba-a84b0f6a33b8
- Virtual International Authority File: 4565899
- WorldCat: E39PBJxmBY64RYhR8wyFrHG8md